# Somogyudvarhely
Somogyudvarhely község Somogy vármegye délnyugati szélén, a Csurgói járásban, közvetlenül a horvát határ mellett. Természetföldrajzilag a Dunántúli-dombság területén, ezen belül is Belső-Somogyban terül el.

## Fekvése
A Dráva völgyében, a néhány kilométernyi szakaszán határvízként húzódó Dombó-csatorna mellett fekszik, a Barcs-Babócsa-Berzence közti 6801-es út mentén. Megközelíthető vasúton is, a Gyékényes–Pécs-vasútvonalon, amelynek egy megállási pontja van itt; Somogyudvarhely megállóhely közúti elérését a 68 313-as számú mellékút teszi lehetővé.
A legközelebbi szomszédos települések az országhatár magyar oldalán Berzence 5 kilométerre északnyugatra és Bélavár 6 kilométerre dél-délkeletre. Mindkettőnél közelebb fekszik Somogyudvarhelyhez a határ horvát oldalán fekvő Zsdála, de a két település közt nincs kiépített közúti összeköttetés.

## Története
A Dráva közelében fekvő, gazdag néprajzi értékekkel büszkélkedő Udvarhely nevét először az 1332-1337-es pápai tizedjegyzékben találjuk meg lejegyezve. A mezőgazdaságnak nagy hagyományai vannak a környéken. Első református temploma már az 1600-as évek elején is állt, a mai templom 1856-ban épült. Ugyanebből a századból egy megmaradt közkút látható a faluban. 1910-ben egyesült Kétnyárral, ekkor vette fel a Somogyudvarhely nevet. Faluházában (amit egy régi parasztház átalakításával építettek ki) helytörténeti gyűjteményt rendeztek be. Testvérfaluja, Bögöz mesteremberei pedig egy szép székelykaput készítettek Somogyudvarhely számára. Somogyudvarhely déli részében pedig egy kis parkban több háborús emlékművet, Árpád- és Kossuth-szobrot és egy Trianon-emléktáblát is találhatunk. A falu melletti kavicsbányatavakat a horgászok keresik fel szívesen.

## Közélete
A település vezetésében a rendszerváltás (1990) óta az alábbi személyek vállaltak hivatalos szerepet.
- 1990–1994:

Polgármester: Tóth László (MDF)
Alpolgármester: Kozma Andor; a képviselő-testület további tagjai: dr. Varga István, Horváth Béla, Sass László, Kozma Vendel, Pauska József, Bencsik László, Kiss László, Pintér Károly, Bencsik Emil.
- 1994–1998:

Polgármester: Mester Károly (független)
Alpolgármester: Kozma Tibor; a képviselő-testület további tagjai: Dergez Lászlóné, Méhes József, Radák Jenő, Pirák Gábor, Kozma Andor, ifj. Horváth Rudolf.
- 1998–2002:

Polgármester: Tóth László (független)
Alpolgármester: Kozma Andor; a képviselő-testület további tagjai: Balogh Ferencné, Huszics Frigyes, Luketics József, Kiss Kornél, Kozma Tibor, Pintér Károly.
- 2002–2006:

Polgármester: Tóth László (független)
Alpolgármester: Kozma Andor; a képviselő-testület további tagjai: Balogh Ferencné, Huszics Frigyes, ifj. Horváth Zoltán, Kiss Kornél, Pintér Károly, Szorcsik Csaba.
- 2006–2010:

Polgármester: Tóth László (független)
Alpolgármester: Kiss Kornél; a képviselő-testület további tagjai: Balogh Ferencné, Huszics Frigyes, ifj. Horváth Zoltán, Kozma Andor, Pintér Károly, Sikesdi Beáta.
- 2010–2014:

Polgármester: Kiss Kornél (Fidesz-KDNP)
Alpolgármester: ifj. Horváth Zoltán; a képviselő-testület további tagjai: Bokros Ferenc, Faragóné Horváth Andrea, Huszics Frigyes, Kozma Andor, Radák László.
- 2014–2019:

Polgármester: Kiss Kornél (Fidesz-KDNP)
A képviselő-testület tagjai: Bokros Ferenc, Bukovics Gáborné, Faragóné Horváth Andrea Judit, Horváth Zoltán, Huszics Frigyes, Kiss László.
- 2019–2024:

Polgármester: Kiss Kornél (Fidesz-KDNP)
A képviselő-testület további tagjai: Bokros Ferenc, Faragóné Horváth Andrea Judit, Kiss László, Radák László, Sikesdi Beáta, Tanai Jácint
- 2024– :

Polgármester: Kiss Kornél (Fidesz-KDNP)

## Népesség
A település népességének változása:
| Lakosok száma | 1025 | 1004 | 1005 | 922  | 956  | 939  | 931  |
|               | 2013 | 2014 | 2015 | 2021 | 2022 | 2023 | 2024 |

A 2011-es népszámlálás során a lakosok 95,5%-a magyarnak, 0,1% cigánynak, 0,5% horvátnak, 0,1% szerbnek mondta magát (4,5% nem nyilatkozott; a kettős identitások miatt a végösszeg nagyobb lehet 100%-nál). A vallási megoszlás a következő volt: római katolikus 60,4%, református 25,6%, evangélikus 0,8%, görögkatolikus 0,2%, felekezet nélküli 2,8% (10,3% nem nyilatkozott).
2022-ben a lakosság 92,6%-a vallotta magát magyarnak, 1,7% ukránnak, 0,6% németnek, 0,5% cigánynak, 0,2% horvátnak, 0,1-0,1% szerbnek és románnak, 1,4% egyéb, nem hazai nemzetiségűnek (5,8% nem nyilatkozott; a kettős identitások miatt a végösszeg nagyobb lehet 100%-nál). Vallásuk szerint 50,7% volt római katolikus, 21% református, 0,8% evangélikus, 0,4% görög katolikus, 0,2% egyéb keresztény, 1,5% egyéb katolikus, 4,3% felekezeten kívüli (20,9% nem válaszolt).

## Nevezetességei

### Református templom
A falu jelentős műemléke a református templom.
Az udvarhelyi református egyházközség nagyon régi; már a reformáció idején megalakult. Már 400 évvel ezelőtt is volt templomuk. A jelenlegi templomot 1855-ben kezdték építeni, az alapkőletételi ünnepség 1855. május 14-én (hétfői napon) volt. A szertartást Sarkadi Károly alsoki lelkész végezte, mivel abban az időben az udvarhelyi egyház az alsoki lelkész gondozása alá tartozott. A kántortanító Ódor Sándor volt. A templomépítés 1856 őszén fejeződött be. Addig az időpontig 83 család adakozott az építési költségekre. Az összlélekszám akkor 556 volt. Ez a 83 családfő csak nagy üggyel-bajjal tudta a költségeket előteremteni: nagy összegű kölcsönöket is kellett felvenniük, sokan teljesen eladósodtak azért, hogy új templomuk legyen.
A templomot azóta többször is renoválták. Tornyát 1892-ben újra fedették, 1922-ben új harangokat hozattak, mivel a régi harangokat az első világháborúban hadi célra lefoglalták. Egy harangot mégis meg tudtak menteni, ez 1851-ben készült Rupprecht Jánosnál Pécsett. Az új harangok Seltenhoffer Frigyes fiainál készültek Sopronban. A második világháború előtt, 1939-ben egy orgonát is sikerült beszerezni Angster József és fia orgona- és harmóniumgyárából. A gyülekezet azóta is gondozta, tatarozta templomát. A 100 éves évfordulóra külsőleg felújították a templomot, valamint 1974-ben a tornyot, majd 2000-ben a tető lecserélése, valamint külső és belső festés zajlott.
Mozgalmas 150 év van a templom mögött. Vörösmarty Mihály halálának évében, 1855-ben kezdték építeni, egy évvel az ifjú Ferenc József császár házasságkötése után. A templom 11 éves a kiegyezéskor, 58 éves az első világháború kitörésekor, 60 éves Ferenc József halálakor, 64 éves a trianoni katasztrófa bekövetkeztekor, 83 éves korában kitör a második világháború. 100. születésnapját 1956. november 4-én ünnepelte a templom, ekkor volt az ünnepi istentisztelet. Örömteli és szomorú nap volt ez, hiszen ekkor kezdték a szovjet csapatok felszámolni a forradalmat. Tehát a templom 150 évében voltak forradalmak, világháborúk, Trianon, de 150 év nem tudta megtörni, s 150 éve hangzik benne az Istent dicsőítő ima, ének, prédikáció.

## Testvértelepülések
Somogyudvarhely testvértelepülései a következők:
- Bögöz, Románia (Székelyföld)
- Molna, Horvátország

## Képek

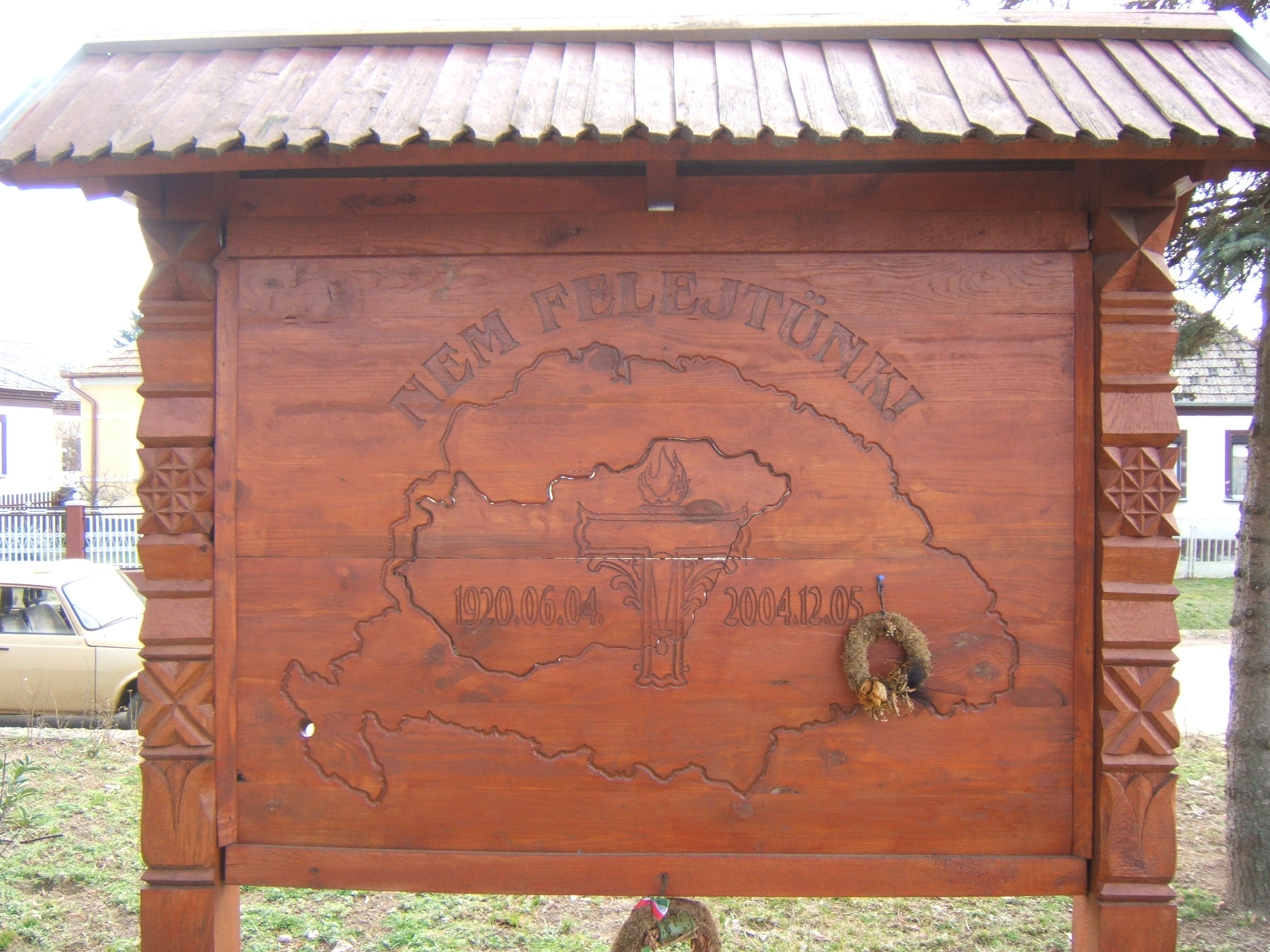
Trianon-emléktábla
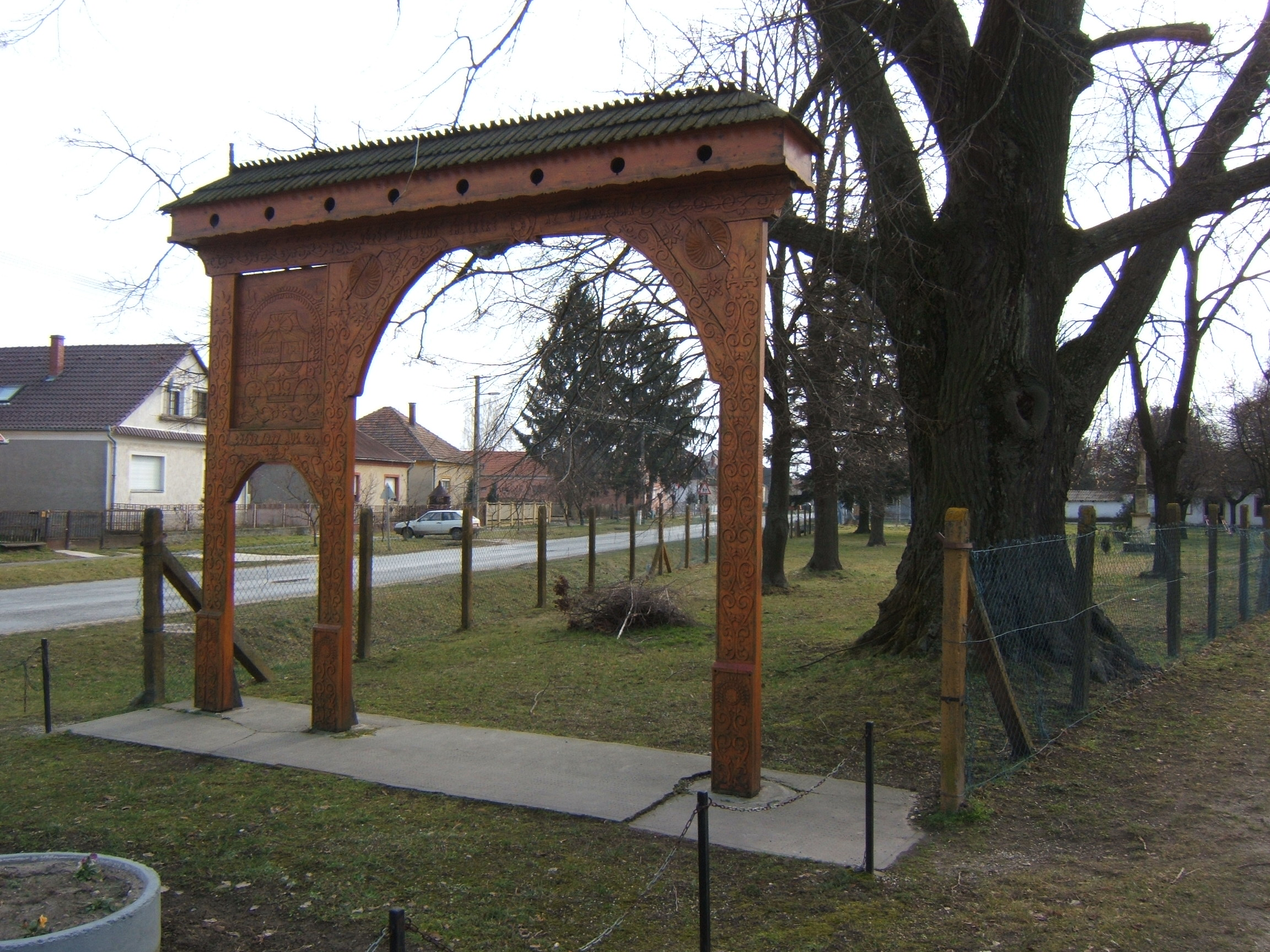
Székelykapu